# Comper Swift
El aeroplano Comper Swift fue un avión monoplano diseñado por Nicholas Comper, piloto de la Royal Air Force, al licenciarse para lo cual fundó la compañía «Comper Aircraft».

## Diseño y primer vuelo

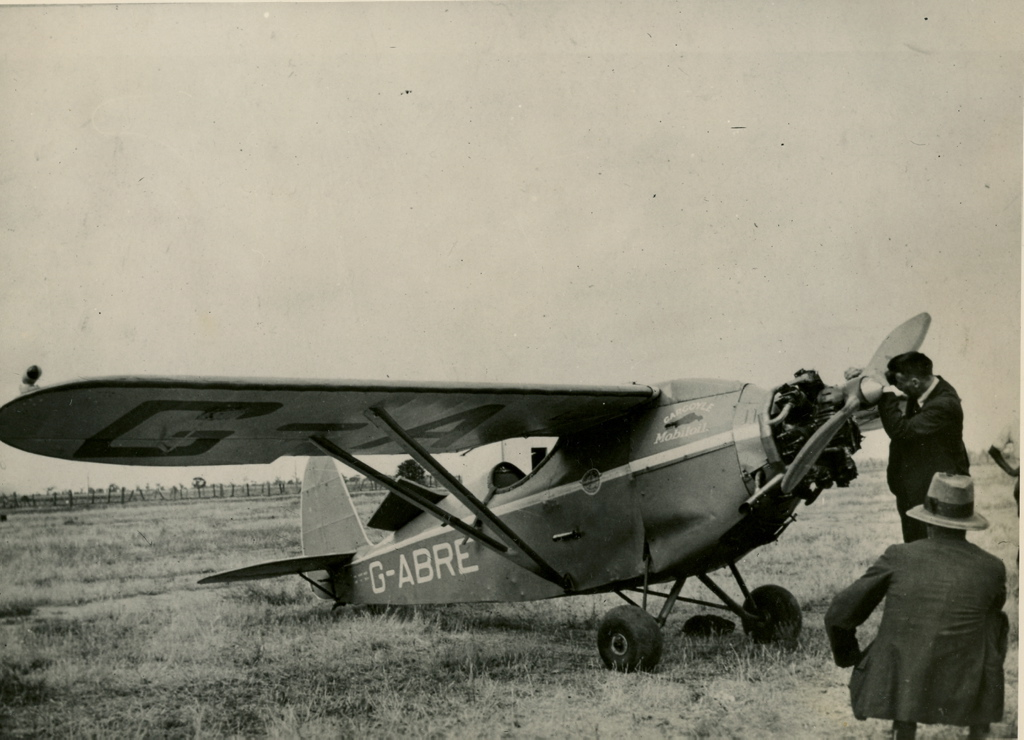
Arthur Butler y el aeroplano Comper Swift G-ABRE en tierra. 1931

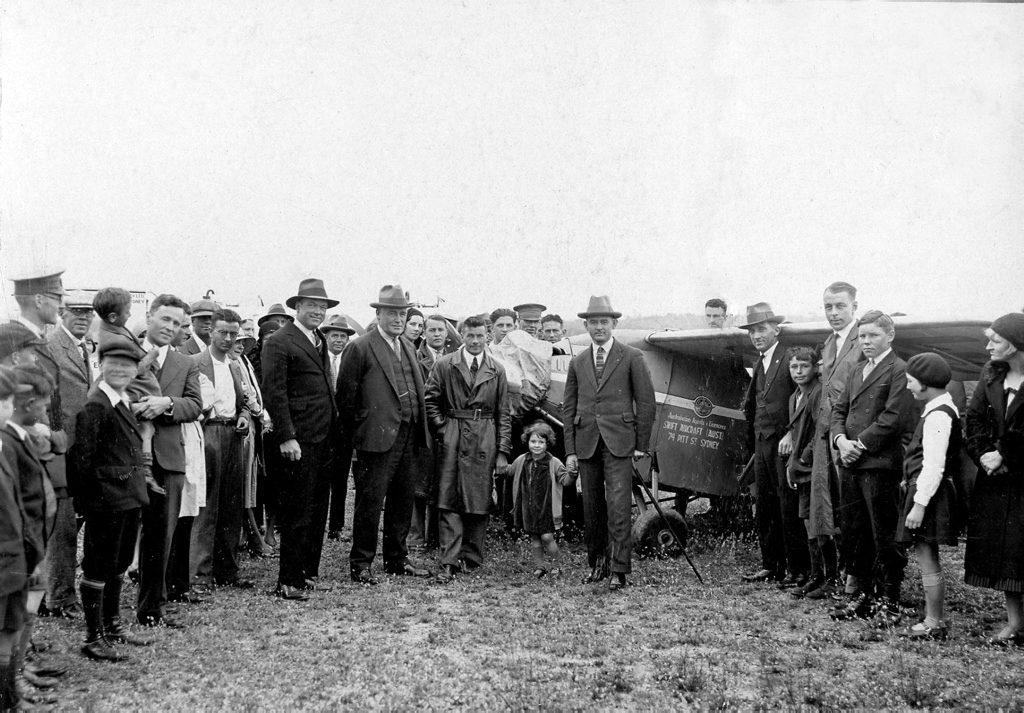
Arthur Butler y su aeroplano Comper Swift G-ABRE en tierra con el público. 1931

Para el prototipo eligió un motor «ABC Scorpion» de 40 CV, hélice bipala y monoplaza con el plano de sustentación elevado y sujeto por dos puntales inclinados hacia cada lado. Este prototipo voló por primera vez el 26 de abril de 1930. A continuación hicieron una serie de siete aviones equipados con motores con motores Salmson A.D.P. de cilindros radiales. Más adelante se le dotó de un motor que era muy usado en aviones que realizaban carreras aéreas, el «Pobjoy-R» radial y más adelante con el «Pobjoy-R». Se continuaron las pruebas hasta montar el «Gipsy Major» de 130 CV.

En la actualidad existen ocho aviones y una réplica que se encuentra en estado de vuelo. Uno de los aviones originales lo vuela la la Fundación Infante de Orleans y tiene matrícula EC-HAM, precisamente el que utilizó Fernando Rein Loring para realizar el vuelo a Manila. El Museo de Aeronáutica y Astronáutica tiene una fiel réplica a escala 1/1 que, sin embargo conserva piezas originales. Lo construyó el Club de Aeromodelismo Cormorán de Pamplona que lo entregó al museo el 18 de diciembre de 2011.

## Vuelos singulares
Los aeroplanos Swift aran muy rápidos por lo que batieron varios récords como el de volar hasta Darwin en octubre de 1931 en un tiempo de 9 días, 2 horas y 29 minutos. Otro vuelo destacado fue el que realizó el piloto Fernando Rein Loring tras licenciarse de la guerra de Marruecos donde ascendió a brigada por méritos de guerra. El Comper Swift que pilotaba, que fue bautizado con el nombre de «Ciudad de Manila», partió de Getafe el 18 de marzo de 1933 y llegó a Manila el 10 de abril. El vuelo duró 82 horas y 40 minutos y recorrió 15 130 km. El piloto tuvo que detenerse 10 días en Tahnkek, Indochina, debido al mal tiempo.